# FL Близнецов
FL Близнецов (лат. FL Geminorum) — одиночная звезда в созвездии Близнецов на расстоянии приблизительно 3 818 световых лет (около 1 171 парсек) от Солнца. Видимая звёздная величина звезды — от +14,6m до +13,9m.

## Характеристики
FL Близнецов — жёлтый карлик спектрального класса G. Радиус — около 1,46 солнечного, светимость — около 2,259 солнечных. Эффективная температура — около 5853 К.
Ранее считалась переменной звездой, но дальнейшие наблюдения переменности не подтвердили.